# Georg Bechtold
Georg Bechtold (1988) è un ex giocatore di football americano tedesco, che ha giocato come offensive lineman.